# Fa 330 (航空機)

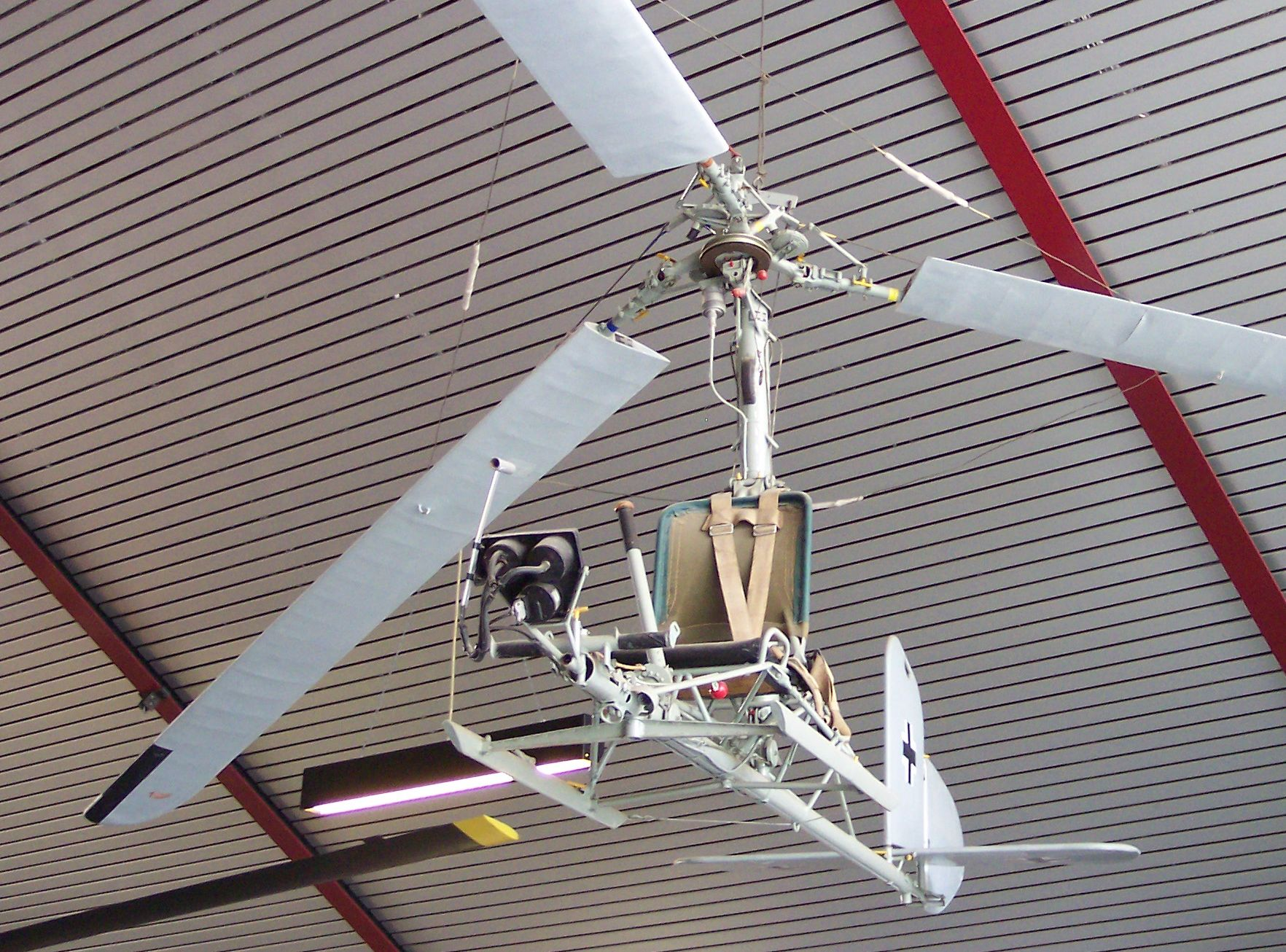
Focke-Achgelis Fa 330 下側からの撮影

フォッケ・アハゲリス Fa 330
英国空軍博物館のFa-330A-1 #100503
- 設計者：ハインリヒ・フォッケ
- 製造者：フォッケ・アハゲリス
- 運用者：ドイツ海軍
- 生産数：機

フォッケ・アハゲリス Fa 330 バッハシュテルツェ（Bachstelze、セキレイの尾）は、ジャイログライダーやローターカイトとして知られる回転翼凧の1つである。第二次世界大戦時フォッケ・アハゲリスで開発され、ドイツのUボートの艦載偵察機として使用された。

## 開発
潜水艦は背の高い艦橋やマストをもたず、海上で低位置から見張りを行うため、洋上では数マイル以上の視程は確保できなかった。海上のUボートは非常に脆弱であり、限られた退避警報時間では駆逐艦から逃げられないことが多かった。これを解決するためにドイツ海軍省は、組み立て式の水上機Ar 231を含む幾つかの解決策を考案した。最終的に簡単な構造の単座、3枚ブレード回転翼凧のFa 330が選択された。
Fa 330は潜水艦の甲板上で組み立てられた。組み立て作業は2人で行った。本機は150 mのケーブルを介してUボートに係留され、飛行した。Uボートが航走するとローターに当たる風の流れがローターを回転させ、観測員兼操縦士を乗せたFa 330をUボートの後方の約120 m上空へ飛ばした。Uボートの司令塔からの視程が5海里（9 km）に対し、上空からはより遠く25海里（46 km）の視程が確保できた。航空機の攻撃を受けたときは問題であった。Uボートの艦長がFa 330を海上に放棄せざるを得ないと判断した場合には、操縦士と機体は犠牲にされた。係留が外されるとFa 330は海上へゆっくり降下した。
使用しないときにはFa 330は司令塔後ろの2つの水密区画に収納された。Fa 330の収容、分解と収納には約20分を要し、その作業は困難なものであった。

## 運用の歴史
他の戦域での連合軍側の制空空域の脅威が増大したことを考慮し、大西洋の遥か南の海域とインド洋で作戦活動を実施するUボートのみがFa 330を運用した。その優位性にもかかわらずFa 330が敵船を撃沈するまでに至った唯一の戦果は、U-177がギリシャの蒸気船 Eithalia Mariを1943年8月6日に発見、迎撃し沈めただけであった。
連合国軍は1944年5月にU-852を完全な形で拿捕したときにFa 330を入手した。イギリス政府はFa 330を船やジープで牽引し、実験を成功させたが、すでに軍事的な焦点はヘリコプターの開発へと急速に移っていった。
Fa 330を搭載したUボートには少なくともU-177, U-181 と U-852があった。

## 残存機
数機のFa 330が公開展示されている。
- 国立アメリカ空軍博物館
- 英国空軍博物館
- ダックスフォード帝国戦争博物館 ダックスフォード, 英国
- ドイツ技術博物館 ベルリン, ドイツ
- 英国空軍ミロム博物館 ミロム, 英国